# Nika Nesgoda

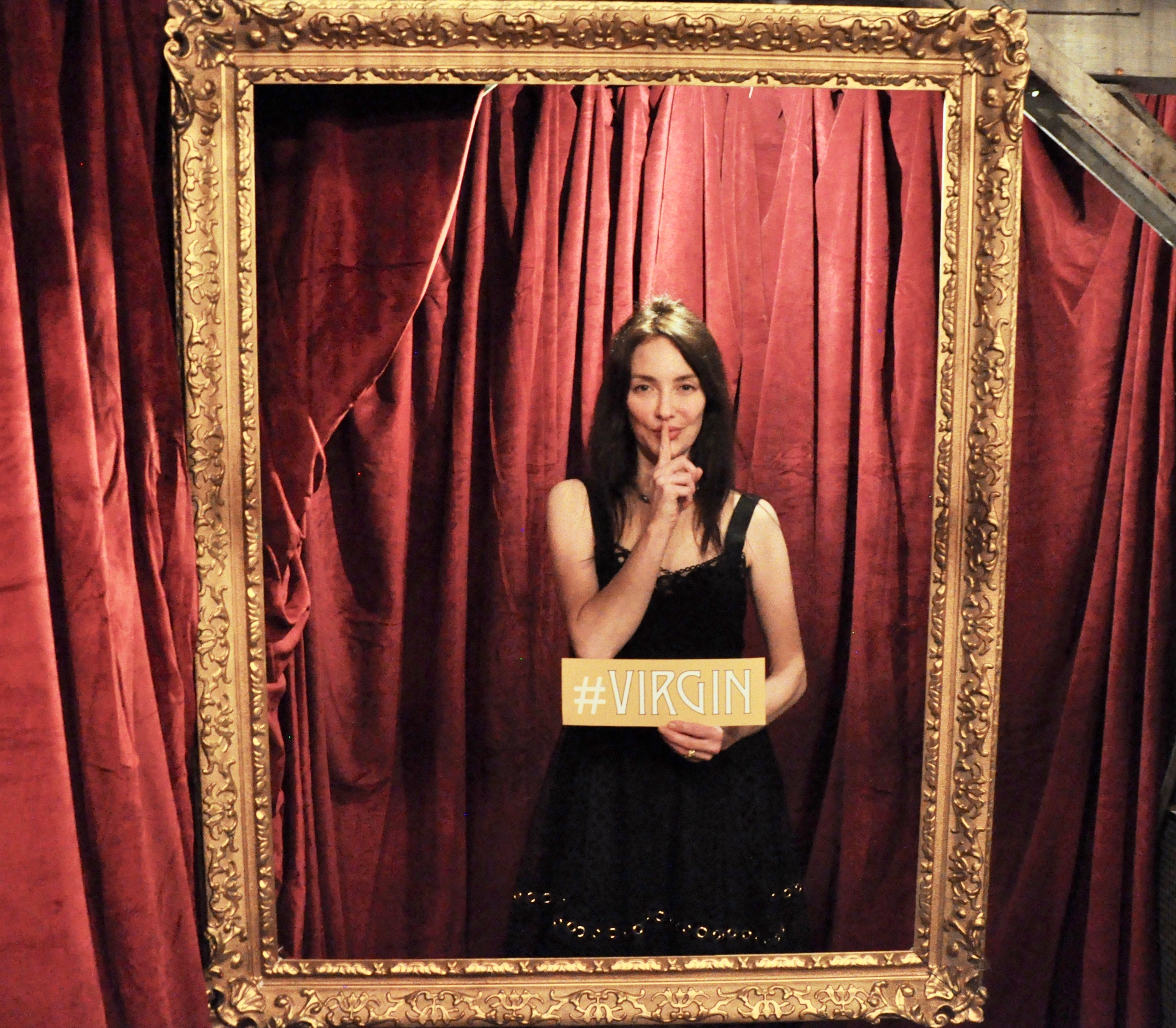
Nika Nesgoda na vernisáži výstavy série Virgin v Southamptonu

Nika Nesgoda (* 1972 Duluth) je americká umělkyně a konceptuální fotografka.

## Série Virgin
V roce 2002 nasnímala Nesgoda svůj hagiografický fotografický seriál VIRGIN (PANNA), aby napodobila obrazy starých mistrů a dichotomické využití prostitutek jako modelek, zejména díla Michelangela Caravaggia, jehož obraz Smrt Panny zobrazoval modelku, která byla také sexuální pracovnice. Autorčina série VIRGIN představuje filmové herečky z filmů pro dospělé, které ztvárňují Pannu Marii, a odkazuje na historické využití marginalizovaných žen v náboženském umění. V roce 2018 časopis Time zveřejnil sérii a odhalil, že modelka na její fotografii Annuntiatio, která vzdává poctu Zvěstování Simone Martini a Lippa Memmiho z roku 1333, zobrazuje herečku z pornografických filmů Stormy Daniels jako Pannu Marii.
Podle Artnet News se Nesgoda „snažila spojit křesťanskou ikonografii se současnou pornografií, aby upozornila na skutečnost, že z určité perspektivy obě reprezentovaly reduktivní, misogynní pohledy na ženy“.
V rozhovoru pro časopis Musée z roku 2019 umělkyně uvedla: „ve chvíli, kdy mě napadlo umístit filmové pornohvězdy do role Panny Marie, bylo, když jsem se sám sebe zeptala, „kdo je vlastně hoden být uctíván?'... Proč by měl můj výběr modelu někomu vadit, když naším nejvyšším posláním jako lidských bytostí je mít soucit a být inkluzivní?" Nesgoda řekla, že zpočátku „...jako katolička cítila vinu, a tak si šla promluvit s jezuitským knězem a jeptiškou, které znala. Zeptala se, jestli je v pořádku, aby to udělala. Řekli, že jsme všichni lidé a každý sejde z cesty, nikdo není bez hříchu a tyto ženy jsou toho hodny."
Bill Donohue z katolické ligy veřejně kritizoval práci Nesgodové jako urážku katolicismu. Nesgoda pro Vice News řekla, že její práce má být studiem role žen v umění na zakázku církve. „Myslím, že jim [kritikům jako Donohue] uniká pointa... někteří slavní umělci, které církev hledala, aby malovali katedrály a kdokoli jiný, přivedli své modely – a mnoho z těchto modelů byly prostitutky a ‚hříšné ženy‘ – a církev to schvalovala, pod záštitou snahy je přeměnit v dobré křesťany“.

## Jiná práce
Nesgoda strávila velkou část svého dřívějšího uměleckého života zaměřeným na portrétování, její současná práce je věnována „krajinám v drobných objektech, změně a struktuře. Její Landscrapes jsou velkoformátové fotografické snímky, které zkoumají texturu a povahu drobných objektů prostřednictvím fotografování zblízka.

## Osobní život
Nesgoda je absolventkou Kolumbijské univerzity. V roce 2004 si dala desetiletou pauzu od umění, aby mohla vychovávat své tři děti.